# Temporada de huracanes del Pacífico de 2020
La Temporada de huracanes del Pacífico de 2020 fue la temporada menos activa desde el año 2011. La temporada estuvo cerca del promedio en términos de tormentas tropicales, con un total de 17 pero resultaron débiles y de corta duración, pero tuvo un número muy por debajo del promedio de huracanes y huracanes mayores con solo 4 huracanes y se formaron solo 3 huracanes de gran intensidad. A pesar de su baja actividad, la temporada presentó el inicio más temprano de una temporada al este de 140°W que se haya registrado, con la Depresión tropical Uno-E formada el 25 de abril. La temporada también fue la primera desde 1996 en presentar una tormenta sin nombre, la tormenta tropical Siete-E, que fue clasificada operativamente como depresión tropical. También la temporada de 2020 fue la primera temporada por debajo desde 2013 en términos de la Energía Ciclonica Acumulada (ACE) con un índice total de 73.075 unidades. La temporada inició oficialmente el 15 de mayo en el Pacífico oriental e inició el 1 de junio en el Pacífico central y estos finalizaron el 30 de noviembre de 2020 en ambas zonas. Estas fechas convencionalmente delimitan el período de cada año cuando la mayor parte de ciclones tropicales se forman en el océano Pacífico. Sin embargo, la formación de ciclones tropicales es posible en cualquier época del año, como lo mostró la formación de la depresión tropical Uno-E el 25 de abril. La formación de Uno-E resultó en el comienzo más temprano de una temporada en el Pacífico Oriental desde que comenzó la era de los satélites en 1966.
Las tormentas más importantes de la temporada fueron la tormenta tropical Amanda y el huracán Genevieve. Amanda se desarrolló cerca de Centroamérica a fines de mayo y golpeó a Guatemala, causando daños generalizados en el vecino El Salvador y matando a 40 personas en medio de la pandemia de COVID-19 en este último país. Genevieve pasó muy cerca de la punta de la península de Baja California en agosto, trayendo vientos con fuerza de huracán y fuertes lluvias, matando a seis y causando daños estimados en $50 millones. De lo contrario, el impacto de otras tormentas fue mínimo. A fines de julio, el huracán Douglas pasó extremadamente cerca de Hawái, con su débil pared del ojo sur cruzando Oahu, causando efectos menores. La humedad remanente de la tormenta tropical Fausto trajo tormentas eléctricas secas y relámpagos al norte de California, provocando cientos de incendios, y los remanentes de Genevieve provocaron fuertes lluvias en Arizona y el sur de California en Estados Unidos. La tormenta tropical Hernán se movió muy cerca de la costa de México y tocó tierra en Baja California Sur como una depresión tropical, causando una muerte, y la tormenta tropical Julio causó inundaciones en el suroeste de México. La última tormenta de la temporada, la tormenta tropical Polo, se disipó el 19 de noviembre, unos once días antes del final oficial. En conjunto, los ciclones tropicales de esta temporada causaron alrededor de $250 millones (USD 2020) en daños y 47 fallecimientos totales.

## Pronósticos
La Administración Nacional Oceánica y Atmosférica (NOAA) publicó sus pronósticos para las temporadas de huracanes en el Atlántico y en el Pacífico del año 2020. Se esperaba que la temporada del Pacífico estuviera obstaculizada por el ciclo de décadas de duración que comenzó en 1981, que generalmente aumentó la cizalladura del viento a través de la cuenca. El área de responsabilidad del Centro de Huracanes del Pacífico Central también se espera que sea inferior a la media, con sólo dos o tres ciclones tropicales que se espera formar o cruzar en la zona. 
El 15 de mayo, la temporada de huracanes comenzó en la cuenca del Pacífico Oriental, que es el área del norte del Océano Pacífico al este de 140°W. El 1 de junio, la temporada también comenzó en la zona de alerta del Pacífico Central (entre 140°W y la línea internacional de fecha); sin embargo, no ocurrieron tormentas en la región hasta en el mes de julio. En promedio, una temporada de huracanes en el Pacífico entre 1981–2010 contenía doce tormentas tropicales, seis huracanes y tres huracanes mayores, con un índice de Energía Ciclónica Acumulada (ACE) de entre 90 y 160 unidades.
El 20 de mayo de 2020, el Servicio Meteorológico Nacional (SMN) emitió su pronóstico para la temporada, prediciendo un total de 15 a 18 tormentas nombradas, 8 a 10 huracanes y 4 a 5 huracanes mayores a desarrollar. Al día siguiente, la Administración Nacional Oceánica y Atmosférica (NOAA) emitió su punto de vista, pidiendo una temporada por debajo de lo normal a casi normal con 11-18 tormentas nombradas, 5-10 huracanes, 1-5 huracanes mayores y un índice de Energía Ciclónica Acumulada (ECA) del 60% al 135% de la mediana.. Los factores que esperaban que redujeran la actividad eran temperaturas de la superficie del mar cercanas o inferiores a la media en todo el Pacífico oriental y la fase neutra de El Niño-Oscilación del Sur (ENSO) que permanecía en la fase neutral, con la posibilidad de que se desarrollara el fenómeno de La Niña.

### Efecto con la pandemia delCOVID-19
A diferencia del océano Atlántico, los funcionarios han expresado su preocupación por la temporada de huracanes que posiblemente exacerbe los efectos de la pandemia de coronavirus 2019-20, con Wilmington, el alcalde de Carolina del Norte, Bill Saffo, describiéndolo como un "escenario de pesadilla", y el exdirector de la División de Manejo de Emergencias de Florida, Brian Koon. diciendo "Incluso la Agencia Federal para el Manejo de Emergencias podría estar abrumado". Las evacuaciones se verían significativamente obstaculizadas debido al temor de contraer el virus y las reglas de distanciamiento social se romperían al brindar ayuda a las áreas afectadas por huracanes.

## Resumen de la temporada

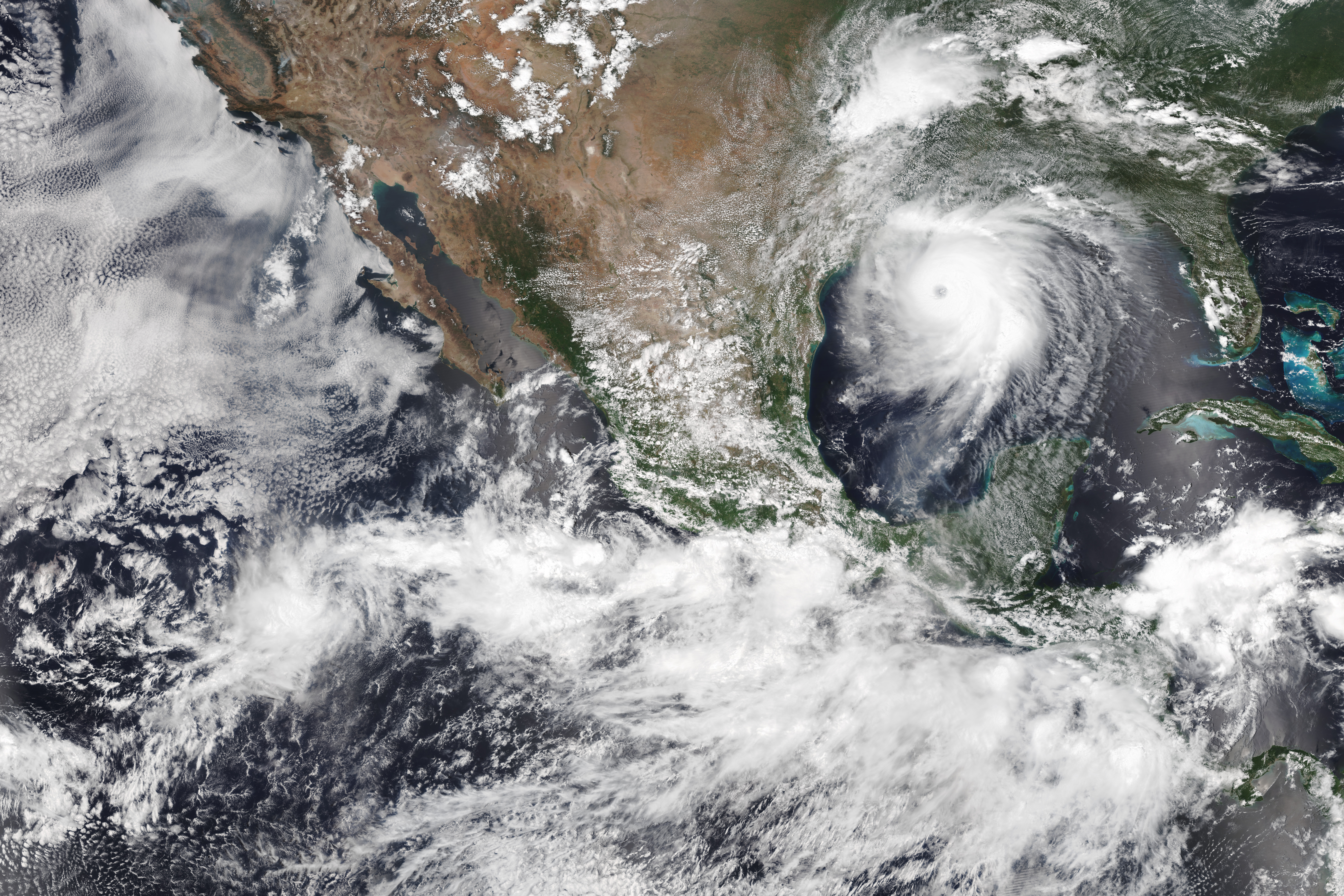
Tormentas tropicales Iselle (izquierda) y Hernan (centro) el 26 de agosto con el Huracán Laura en la cuenca del Atlántico norte en la parte superior derecha

El índice de Energía Ciclónica Acumulada (ECA) para la temporada de huracanes en el Pacífico de 2020, en total fue de 73.055 unidades (60.355 unidades en el Pacífico Oriental y 12.7 unidades en el Pacífico Central). La Energía Ciclónica Acumulada es una medida de la potencia de una tormenta tropical o subtropical multiplicada por el tiempo que existió. Solo se calcula para avisos completos en sistemas tropicales y subtropicales específicos que alcanzan o superan las velocidades del viento de 39 mph (63 km/h).
Aunque la temporada de huracanes en el Pacífico oriental no comienza oficialmente hasta el 15 de mayo, y el 1 de junio en el Pacífico central, la actividad de este año comenzó varias semanas antes con la formación de la depresión tropical Uno-E el 25 de abril. Esto marcó la formación más temprana de un ciclón tropical en la cuenca, superando la tormenta tropical Adrian de 2017. Entre las condiciones relativamente desfavorables, la depresión fue de corta duración, y la actividad no se reanudaría en la cuenca hasta casi un mes después con la formación de la depresión tropical Dos-E cerca de la costa de Guatemala el 30 de mayo, que más tarde se convertiría en la tormenta tropical Amanda, la primera tormenta con nombre de la temporada y uno de los peores desastres naturales en El Salvador en alrededor de dos décadas. Por casi un mes después de Amanda, la depresión tropical Tres-E se convertiría brevemente en la tormenta tropical Boris el 25 de junio en alta mar antes de debilitarse en la cuenca del Pacífico Central. La Depresión tropical Cuatro se formaría cerca de Baja California Sur solo dos días después de la disipación de Boris y rápidamente se debilitaría. Al entrar en julio, la tormenta tropical Cristina se formó el 6 de julio y se intensificó lentamente hasta alcanzar una intensidad máxima de 70 mph (110 km/h), apenas perdiendo el estado de huracán. La actividad continuó mientras otra depresión tropical, la Seis-E, se formó el 13 de julio, pero se disipó rápidamente entre las condiciones desfavorables que se desarrollan en la cuenca. Otros dos sistemas tropicales se formaron a mediados de julio, la tormenta tropical Sin Nombre, anteriormente como la Depresión Tropical Siete y la tormenta tropical Douglas. Siete-E fue de corta duración, durando solo un día y aunque antiguamente fue designado como depresión tropical, posteriormente, en el análisis que hace el Centro Nacional de Huracanes (NHC) después de cada temporada se demostró que se había convertido en una tormenta tropical y se decidió dejar sin nombre. Douglas se fortaleció en el primer huracán de la temporada a las 18:00 UTC del 22 de julio, marcando la cuarta fecha más reciente en la que una temporada había pasado sin un huracán. Douglas luego se fortalecería hasta convertirse en un huracán de categoría 4 y rozaría Hawái con lluvia y vientos racheados.
Un estallido de actividad ocurrió a principios de agosto con una onda tropical al sur de México convirtiéndose en el huracán Elida el 10 de agosto, el segundo huracán de la temporada. La actividad en el Pacífico oriental continuó aumentando con la tormenta tropical Fausto y el huracán Genevieve, y Genevieve se convirtió en el segundo huracán importante de la temporada de 2020.

## Ciclones tropicales

### Depresión tropical Uno-E
El 23 de abril de 2020, el Centro Nacional de Huracanes (NHC) emitió una Perspectiva Especial del Clima Tropical (STWO) para un área amplia de baja presión ubicada a varios cientos de millas al sur de la punta de la Península de Baja California para su posible desarrollo en un ciclón tropical. Posteriormente, el canal comenzó a organizarse rápidamente con la convección que parecía envolverse alrededor del centro de circulación alargado. La baja, apoyada por un excelente flujo de salida en su lado norte, se desarrolló lentamente durante todo el día y hasta el 24 de abril cuando se separó de la Zona de Convergencia Intertropical, por lo tanto, el Centro Nacional de Huracanes (NHC) le asignó una alta posibilidad de formación en las próximas 48 horas al día siguiente. debido a estos aumentos en la organización. Sin embargo, para más tarde el 24 de abril, la actividad de lluvias y tormentas eléctricas cerca del centro comenzó a disminuir, pero el centro se volvió un poco más redondeado.
El 25 de abril, pronto indicado por un pase ASCAT, el bajo desarrolló un centro mucho más bien definido durante la noche y nuevas tormentas comenzaron a oscurecer completamente la circulación. Alrededor de este tiempo, el Centro Nacional de Huracanes (NHC) actualizó el sistema a la depresión tropical Uno-E alrededor de las 15:00 UTC del 25 de abril, marcando la formación más temprana de un ciclón tropical en el Pacífico Oriental (al este de la longitud de 140°W) desde que comenzaron los registros confiables en 1966. El récord anterior lo tenía la tormenta tropical Adrian de 2017, que se formó el 9 de mayo. La depresión se desplazó hacia el noroeste después de su formación, con gran parte de su convección desplazada hacia el sur del centro como resultado del aumento del aire seco que rodea el sistema. Sin embargo, un pequeño estallido convectivo permitió que la depresión continuara reteniendo su intensidad a pesar de que el aire seco comenzó a envolverse en la circulación. Para el 26 de abril, el aire seco, el aumento de la cizalladura del viento y el enfriamiento de las temperaturas de la superficie del mar comenzaron a derrocar finalmente al pequeño ciclón y la convección profunda cerca del centro comenzó a disiparse rápidamente, dejando un centro expuesto y mal definido desplazado de las pequeñas tormentas eléctricas que quedaban, apenas ajustando el criterios para un ciclón tropical por completo. Se declaró que la depresión se había disipado y se había convertido en un remanente pobremente definido para ese mismo día, debido a la lucha por volver a desarrollar la convección y el aire cada vez más estable que rodea el centro.

### Tormenta tropical Amanda
El 24 de mayo, el Centro Nacional de Huracanes (NHC) discutió por primera vez la probabilidad de una posible ciclogénesis tropical asociada con un área amplia de baja presión que se pronostica que se formará frente a la costa de El Salvador dentro de una ola tropical cruzada en el Océano Atlántico. La ola tropical rastreó generalmente hacia el oeste a través del Mar Caribe durante varios días, cruzó sobre Panamá y entró en la cuenca del Pacífico Oriental el 26 de mayo. En este punto, el Centro Nacional de Huracanes (NHC) consideró que la perturbación tiene una alta probabilidad de formación en varios días. Un área de baja presión se desarrolló dentro de la perturbación un día después, y una amplia circulación ciclónica también comenzó a desarrollarse a medida que la ola estaba siendo mejorada por un giro centroamericano el 27 de mayo. Permaneciendo casi inmóvil durante varios días, la perturbación se desarrolló lentamente a medida que su circulación se hizo más bien definida.
Para el 30 de mayo, el sistema desarrolló una convección profunda central sobre una circulación de bajo nivel ahora cerrada y se consideró lo suficientemente organizado como para ser designado como depresión tropical Dos-E más tarde ese mismo día, permaneciendo incrustado en el lado oriental de un giro de Centroamérica. La depresión se intensificó lentamente a una fuerza de 30 kt (35 mph, 55 km/h) en ayuda de temperaturas de la superficie del mar bastante cálidas, y en ese momento se consideró poco probable que se intensificara aún más. Sin embargo, la organización convectiva continuó mejorando a medida que el sistema también se hizo mucho más compacto, y las estimaciones satelitales permitieron al Centro Nacional de Huracanes (NHC) actualizar la depresión tropical a la tormenta tropical que fue nombrada Amanda a las 9:00 UTC del 31 de mayo, la primera tormenta nombrada de la temporada de huracanes del Pacífico de 2020. Solo 3 horas después de ser nombrada, a las 12:00 UTC, Amanda tocó tierra en el sureste de Guatemala y comenzó a extender fuertes lluvias hacia el interior. Amanda se debilitó rápidamente y se disipó sobre el país más tarde ese día, y sus restos continuaron hacia el norte.
En El Salvador, las lluvias torrenciales causaron daños significativos a lo largo de las ciudades costeras del país a medida que los ríos se desbordaron y barrieron los edificios. Amanda mató 14 personas; Seis individuos murieron debido a inundaciones repentinas inducidas por Amanda, y otro murió de un hogar derrumbado. Más de 900 casas fueron dañadas en todo el país y 1.200 familias fueron evacuadas a 51 refugios en La Libertad, San Salvador, Sonsonate y San Vicente. En la capital, San Salvador, 50 casas fueron destruidas y 23 vehículos cayeron en un sumidero.  El presidente de El Salvador, Nayib Bukele, declaró un estado nacional de emergencia de 15 días debido a la tormenta. Las restricciones de movimiento vigentes para la actual pandemia de COVID-19 se levantaron temporalmente para permitir a las personas comprar medicamentos, mientras que las ferreterías se abrieron con capacidad limitada para que las personas pudieran comprar equipos para reparaciones.

### Tormenta tropical Boris
El 20 de junio, el Centro Nacional de Huracanes (NHC) comenzó a monitorear un área pequeña de tormentas eléctricas asociadas con un área pequeña de baja presión dentro de la zona de convergencia intertropical (ZCIT). El sistema se organizó e intensificó gradualmente durante los próximos días y el 23 de junio comenzó a surgir una fuerte circulación de las tormentas eléctricas desorganizadas que rodeaban el área. Al día siguiente, la circulación apretada se volvió más bien definida y una región circular de tormentas comenzó a desarrollar al sur del centro expuesto. Por lo tanto, el Centro Nacional de Huracanes (NHC) inició avisos sobre el sistema, designándolo como la depresión tropical Tres-E. La depresión siguió gradualmente hacia el oeste-noroeste durante el resto del día con pocos cambios en la fuerza debido a la entrada de aire seco en la circulación. Este aire seco también causó una disminución significativa de la actividad de tormentas eléctricas del sistema, dejando el centro de circulación mayormente expuesto. Al día siguiente, la depresión había cambiado muy poco en intensidad, pero la convección profunda comenzó a aparecer esporádicamente cerca del centro mientras la tormenta seguía luchando contra el aire seco y las condiciones cada vez más estables. A pesar de estar mal organizado, un pase de ASCAT indicó que la tormenta estaba produciendo vientos de 35 kt relativamente lejos del centro y la actividad convectiva se volvió más compacta y como resultado la depresión se actualizó a la intensidad de la tormenta tropical y proporcionó el nombre de Boris alrededor de las 21:00 UTC el 25 de junio. Sin embargo, las condiciones desfavorables continuaron degradando lentamente la nueva convección central de la tormenta con el tiempo, y Boris se debilitó nuevamente a una depresión tropical a las 9:00 UTC del 26 de junio, solo 12 horas después de convertirse en una tormenta tropical, a medida que la organización general del sistema se convirtió en pobre debido a un arrastre de aire seco y temperaturas de la superficie del mar con pendiente descendente.
A las 21:00 UTC del 26 de junio, un Boris en degeneración cruzó 140°O y entró en la cuenca del Pacífico Central como una depresión tropical, convirtiéndose en el primer ciclón tropical de junio en la cuenca desde la tormenta tropical Bárbara en 2001 y solo el segundo registrado en la historia. hasta 1966. Boris continuó arrastrándose hacia el oeste a través de un entorno cada vez más hostil hasta el 27 de junio, dejando el centro casi completamente expuesto y solo quedaron pequeños parches de convección cerca de la LLC. A medida que el sistema continuó perdiendo rápidamente la actividad de las tormentas eléctricas, el sistema se redujo a un mínimo remanente a principios del 28 de junio y, por lo tanto, el Centro de Huracanes del Pacífico Central (CPHC) emitió el último aviso. Los remanentes de Boris se desplazaron lentamente hacia el sudoeste durante varios días después con ocasionales estallidos de convección cerca de la circulación.

### Depresión tropical Cuatro-E
El 20 de junio, el Centro Nacional de Huracanes (NHC) comenzó a observar una zona de clima perturbado que se esperaba que se formara cerca de la costa de México en los próximos 5 días. Para el 22 de junio, la perturbación se formó coactivamente con una ola tropical y se esperaba que se consolidara en una depresión tropical el fin de semana. Para el 24 de junio, el sistema se consideraba muy probable que se convirtiera en una depresión tropical dentro de las 48 horas a medida que se definía mejor. Sin embargo, las condiciones se quedaron cortas y la actividad de tormentas eléctricas del sistema permaneció desorganizada. En este punto, la perturbación se hizo más amplia y las condiciones solo se hicieron marginalmente propicias para cualquier desarrollo posterior. Esta perturbación finalmente fue absorbida por otra gran área de clima perturbado el 27 de junio. Esta nueva perturbación tropical se consolidó rápidamente en un centro de tormentas eléctricas más compacto y bien definido para el 29 de junio. Mientras persistía la convección, el sistema cumplió con los criterios suficientes para ser declarado depresión tropical Cuatro-E más tarde el 30 de junio a las 03:00 UTC. Sin embargo, la organización de la tormenta fue de corta duración ya que se desplazó sobre las aguas más frías y, como resultado, la convección comenzó a menguar. La depresión luchó para volver a desarrollar más convección central y se convirtió en un remanente bajo ese mismo día.

### Tormenta tropical Cristina
El 2 de julio, el Centro Nacional de Huracanes (NHC) comenzó a monitorear un área de baja presión que se esperaba que se formara a varios cientos de millas al sur del Golfo de Tehuantepec en los próximos 5 días. Las expectativas se incrementaron gradualmente para el desarrollo a medida que las condiciones se volvieron más propicias en la parte oriental de la cuenca, y la baja finalmente se desarrolló el 5 de julio. La actividad de tormentas eléctricas aumentó rápidamente con la mínima hasta el 6 de julio, y a medida que la organización mejoró constantemente hasta el día en que la tormenta se convirtió en una depresión tropical solo 6 horas más tarde a las 21:00 UTC, el quinto de la temporada. La depresión tropical se llamaría Cristina, ya que se intensificó en una tormenta tropical 6 horas más tarde, mientras que la tormenta obtuvo una característica ocular de nivel medio en las imágenes de microondas. Impidiendo el aire seco y un poco de cizalladura del viento detuvieron intensificación de la tormenta durante todo el día siguiente, y la tormenta con pocos cambios en la fuerza. El centro de Cristina quedó brevemente expuesto cuando la cizalladura vertical del viento desplazó la convección de la tormenta en forma de una gran característica de banda curva. Sin embargo, las ráfagas repetitivas de convección permitieron que el sistema continuara intensificándose, aunque lentamente, y la tormenta desarrolló bandas más bien definidas a medida que mejoró la organización convectiva en general. La actividad de tormentas eléctricas continuó siendo más bien organizada y menos esporádica cerca del núcleo del sistema, lo que reveló una mayor intensificación para el 9 de julio. Cristina alcanzó su intensidad máxima como una tormenta tropical de alta gama (70 mph, 110 km/h) a principios del 10 de julio, ya que la convección profunda persistió cerca del centro y las bandas se hicieron más evidentes en las imágenes visibles. Un ojo irregular también se hizo visible en las imágenes más tarde en el día, y el Centro Nacional de Huracanes lo describió como similar a un huracán, aunque las estimaciones oscilaron entre 45 y 77 kt de intensidad. Sin embargo, poco después de esta mejora en la organización, Cristina comenzó a degradarse a medida que la temperatura de la superficie del mar, la tormenta se enfrió y la actividad de la tormenta disminuyó rápidamente.

### Depresión tropical Seis-E
Una onda tropical, que emergió de África el 2 de julio, se fracturó sobre el Atlántico occidental varios días después. El eje de la onda del sur continuó hacia el Pacífico oriental, donde su interacción con la vaguada del monzón resultó en la formación de un área de baja presión. Esta baja no logró organizarse durante unos días, ya que se vio obstaculizada por una fuerte cizalladura del viento del noreste y, de hecho, se abrió brevemente en una depresión. El 13 de julio, un estallido de convección extremadamente profunda condujo a la remodelación de una nueva circulación, y el sistema se organizó en una depresión tropical alrededor de las 12:00 UTC de ese día. A medida que el ciclón se movía hacia el oeste-noroeste alejándose de México, la convección asociada disminuyó, lo que impidió que el sistema se intensificara hasta convertirse en una tormenta tropical. En cambio, la Depresión Tropical Seis-E se disipó en un canal abierto una vez más alrededor de las 18:00 UTC del 14 de julio.

### Tormenta tropical sin nombre
Una onda tropical salió de África el 6 de julio y emergió en el Pacífico oriental el 13 de julio. Se movió hacia el oeste y se fusionó constantemente a pesar de un ambiente de aguas oceánicas frías y aire seco. A las 00:00 UTC del 20 de julio, la perturbación se organizó en una depresión tropical. En tiempo real, la depresión no logró organizarse más. Sin embargo, una revisión posterior en 2021 a la temporada de los datos de viento satelital reveló que se convirtió brevemente en una tormenta tropical de 40 mph (65 km/h) en el momento en que mostró una banda de lluvia bien definida en su cuadrante occidental. Este pico de intensidad duró poco ya que el sistema se quedó sin convección profunda; a las 06:00 UTC del 21 de julio, Seven-E degeneró a un mínimo remanente. Luego, el mínimo se redujo y se disipó a las 00:00 UTC del 22 de julio.

### Huracán Douglas
Douglas se originó a partir de una onda tropical que partió de África el 8 de julio. Llegó al Pacífico oriental el 15 de julio, donde las condiciones ambientales fomentaron su desarrollo hasta convertirse en una depresión tropical a las 00:00 UTC del 20 de julio, a unas 805 millas (1,295 km) al suroeste de Baja California Sur. Se fortaleció hasta convertirse en la tormenta tropical Douglas dieciocho horas más tarde, y aunque sufrió una breve intrusión de aire seco, la tormenta se convirtió en huracán a las 18:00 UTC del 22 de julio. En este punto estaba en marcha un período de rápida intensificación, y durante un En un período de 30 horas, sus vientos aumentaron a 130 mph (215 km/h) el 24 de julio. Poco después, el huracán cruzó el Pacífico central en dirección a Hawái. Las aguas más frías del océano provocaron un debilitamiento gradual del huracán a medida que se acercaba al estado. El 27 de julio, el centro de Douglas pasó a solo 60 millas (95 km) al norte de Oahu; a pesar de su proximidad, los efectos fueron insignificantes. El aumento de la cizalladura del viento hizo que el huracán se desarrollara rápidamente el 28 de julio, lo que resultó en su degradación a un mínimo remanente a las 12:00 UTC del día siguiente, muy al sureste del atolón Midway. El mínimo se abrió en un canal justo al oeste de la línea internacional de cambio de fecha el 30 de julio.

### Huracán Elida
El día 4 de agosto, el Centro Nacional de Huracanes (NHC) predijo la posibilidad de que una onda tropical convergiere en un área de baja presión al suroeste de México en los 5 días siguientes. Dos días después, la onda tropical cruzó Centroamérica hacia la cuenca del Pacífico. Esta perturbación gradualmente se organizó y a las 03:00 UTC del 9 de agosto, el Centro Nacional de Huracanes (NHC) declaró la formación de la depresión tropical Nueve-E, cuando el sistema desarrolló su centro de circulación de magnitud baja. Seis horas después se convirtió en una tormenta tropical siendo nombrada: Elida. A partir de entonces, Elida comenzó a intensificarse rápidamente, aunque la presencia de una pequeña cantidad de aire seco impidió que la tormenta continuara intensificándose por un corto tiempo. A las 21:00 UTC del 10 de agosto, Elida se convirtió en huracán a unas pocas millas al norte de la isla Socorro. Al día siguiente, Elida continuó ganando fuerza y finalmente alcanzó la intensidad de categoría 2 en la escala de huracanes de Saffir-Simpson. Poco después, Elida comenzó a debilitarse rápidamente debido al aire seco, la cizalladura del viento y las aguas frías, y fue degradado a tormenta tropical a las 15:00 UTC del 12 de agosto. A las 03:00 UTC del 13 de agosto, Elida fue degradado a un puesto -ciclón tropical por el Centro Nacional de Huracanes (NHC). Los remanentes de Elida formaron un ciclón postropical amplio y simétrico, y provocaron vientos de ligeros a moderados y grandes olas en las playas de la península de Baja California, aunque no se reportaron daños.

### Depresión tropical Diez-E
El 10 de agosto, un área de clima tropical alterado se formó a unas 1,500 millas al oeste-suroeste de Baja California, moviéndose lentamente hacia el oeste y formando un área de baja presión al día siguiente. Este sistema se organizó gradualmente en condiciones favorables, ya las 09:00 UTC del 13 de agosto, el sistema se convirtió en una depresión tropical, siendo designado Diez-E. El sistema permaneció relativamente sin cambios durante los siguientes tres días ya que se vio afectado por un cizallamiento moderadamente fuerte que inhibió la intensificación pero permitió que el sistema permaneciera tropical. La depresión finalmente se volvió postropical a las 21:00 UTC del 16 de agosto.

### Tormenta tropical Fausto
Una región alargada de baja presión sobre la parte central de la cuenca generó 2 áreas de clima alterado entre las Islas Revillagigedo el 14 de agosto. La parte suroeste de esta vaguada se movió lentamente hacia el norte y se volvió más organizada, mientras que la sección noreste luchaba por definirse más durante el día. A pesar de permanecer en condiciones favorables, la perturbación del noreste no se desarrolló y posteriormente fue absorbida por la perturbación del suroeste. Este sistema rápidamente se organizó lo suficiente como para ser declarado depresión tropical a las 03:00 UTC del 16 de agosto. Aunque inicialmente no se pronosticaba que se convirtiera en tormenta tropical, la depresión desarrolló rápidamente una región central de tormentas eléctricas y las estimaciones de los satélites indicaron además que la tormenta se había convertido en la tormenta tropical Fausto solo 12 horas después. Sin embargo, Fausto sucumbió rápidamente al enfriamiento de las temperaturas de la superficie del mar y la actividad de las tormentas cerca del centro comenzó a disminuir. Fausto luego se debilitó a una depresión tropical a las 03:00 UTC del 17 de agosto mientras continuaba hacia el noroeste hacia la isoterma fría. Fausto degeneró en un remanente bajo ese mismo día.
Una gran columna de humedad traída hacia el norte por Fausto provocó tormentas eléctricas en una gran parte del norte de California el 16 de agosto. Los rayos de estas tormentas causaron al menos 39 incendios forestales aislados en todo el estado, aunque no se reportaron daños graves. Una persona en Venice Beach en California murió a causa de un rayo.

### Huracán Genevieve
Una onda tropical cruzó América Central el 13 de agosto, convirtiéndose en la próxima depresión tropical de la temporada alrededor de las 12:00 UTC del 16 de agosto mientras se encontraba a unas 300 millas (485 km) al sur de Puerto Ángel, Oaxaca. Las condiciones ambientales favorables apoyaron su rápido desarrollo mientras avanzaba hacia el noroeste en paralelo a México. Se intensificó en la tormenta tropical Genevieve a las 18:00 UTC del 16 de agosto y se convirtió en huracán alrededor de las 12:00 UTC de la mañana siguiente. Dentro del siguiente período de 24 horas, los vientos máximos de Genevieve aumentaron de 75 mph (120 km/h) a 130 mph (215 km/h), equivalente a un huracán de categoría 4, ya que albergaba un ojo bien definido en imágenes satelitales. Una tendencia de debilitamiento comenzó casi de inmediato cuando la tormenta enfrentó una mayor cizalladura del viento del suroeste y una trayectoria sobre aguas más frías dejada por la tormenta tropical Elida. El sistema se curvó hacia el norte por un tiempo, casi moviéndose hacia la costa de Baja California Sur antes de doblarse hacia el noroeste. Esta pista sobre aguas más frías hizo que Genevieve perdiera convección y degenerara a un mínimo remanente alrededor de las 18:00 UTC del 21 de agosto. Se disipó poco menos de un día después.
El paso cercano de Genevieve a Baja California Sur trajo sus fuertes vientos a tierra, con un viento máximo sostenido de 70 mph (110 km/h) y ráfagas de 90 mph (140 km/h) observados en Cabo San Lucas. Las precipitaciones aisladas totalizan alrededor de 4 pulgadas (100 mm) en Oaxaca y Guerrero, y se produjo una acumulación máxima de tormenta de 11,2 pulgadas (280 mm) en Cabo San Lucas. Las inundaciones resultantes causaron algunos daños a los sistemas hidráulicos, de carreteras y eléctricos en Baja California Sur; el daño total superó los $ 50 millones. Seis personas murieron: dos por deslizamientos de tierra y dos por crecidas de ríos en Oaxaca, más dos por ahogamientos en el balneario de Los Cabos en Baja California Sur.

### Tormenta tropical Hernán
La fase favorable de la oscilación de Madden-Julian se movió a través del Pacífico Oriental, mejorando la vaguada del monzón y generando un área de clima alterado. Se formaron tres áreas de baja presión a lo largo de esta vaguada, y la primera se convirtió en la tormenta tropical Hernán alrededor de las 06:00 UTC del 26 de agosto. De naturaleza amplia y bajo la influencia de la cizalladura del viento del este, Hernán alcanzó vientos máximos de 45 mph (75 km/h) el 27 de agosto, pero comenzó a debilitarse rápidamente al día siguiente a medida que avanzaba hacia el norte frente a la costa de México. Degeneró en un mínimo remanente a las 18:00 UTC del 28 de agosto. El mínimo se curvó hacia el oeste alrededor de una amplia circulación que contenía la tormenta tropical en desarrollo Iselle antes de ser absorbida por esa característica más tarde ese día.
En México, 97.000 clientes se quedaron sin electricidad. Hernán dejó caer cantidades de precipitación de 5 a 9 pulgadas (127 a 228 mm) de lluvia desde Michoacán a Nayarit, lo que provocó inundaciones repentinas y deslizamientos de tierra en los estados mexicanos de Jalisco y Colima. Incitó a muchas familias a huir de sus hogares. Al menos 400 personas fueron evacuadas en Jalisco y 18 personas atrapadas en su techo en el estado tuvieron que ser rescatadas. En Cihuatlán, aproximadamente 365 residentes fueron evacuados a albergues. Un sumidero cerró una parte de la Carretera Federal 80 entre Santa Cruz y San Patricio, un deslizamiento de tierra cerró otra parte de la autopista cerca de Lázaro Cárdenas. El río Cuixmala se desbordó, lo que provocó el cierre de partes de la Carretera Federal 200. El pueblo de La Manzanilla se inundó en su mayor parte por las inundaciones que provocaron el colapso de un puente cerca del pueblo. Varias escuelas fueron dañadas por Hernán en el estado de Colima. En Tamala, una parota cayó sobre una vía bloqueando el tránsito. En Manzanillo, algunas casas y calles quedaron dañadas y cubiertas de lodo. En Nayarit, ocurrió un deslizamiento de lodo en un cerro detrás de un poblado barrio de Xalisco, sin embargo, no se reportan daños por este incidente. A pesar de que Hernán se debilitó a depresión tropical antes de tocar tierra en Baja California Sur, los servicios meteorológicos locales en el área aconsejaron a los residentes que tomaran precauciones extremas.

### Tormenta tropical Iselle
Dentro de la amplia circulación ciclónica a través de América Central y las aguas adyacentes, una onda tropical que se movía hacia el oeste generó un área de baja presión el 23 de agosto. Esta baja, originalmente débil y mal definida, fue reforzada por una CCKW dos días después. Luego de una mayor organización, se convirtió en una depresión tropical alrededor de las 12:00 UTC del 26 de agosto mientras se ubicaba bien al suroeste de Baja California Sur. La depresión se fortaleció en la tormenta tropical Iselle seis horas después. El sistema recién formado encontró una fuerte cizalladura del viento del este-noreste, pero los efectos de esta cizalladura se vieron contrarrestados por una fuerte difluencia que favoreció la convección profunda. Iselle alcanzó vientos máximos de 60 mph (95 km/h) temprano el 28 de agosto cuando mostró la apariencia de un ojo de nivel medio en imágenes de microondas. Sin embargo, a medida que el ciclón avanzaba hacia el norte-noreste, se encontró con un ambiente más hostil y comenzó a debilitarse. El sistema degeneró a un mínimo remanente a las 18:00 UTC del 30 de agosto, y ese mínimo se disipó 24 horas más tarde frente a la costa de Baja California Sur.

### Tormenta tropical Julio
El 3 de septiembre, el huracán Nana del Atlántico tocó tierra en el sur de Belice. Cruzó México durante el día siguiente, y su centro de bajo nivel se disipó pero sus remanentes de nivel medio continuaron hacia el Pacífico Oriental. La abundante convección generó una nueva circulación y produjo vientos con fuerza de tormenta tropical, lo que resultó en la designación de la tormenta tropical Julio a unas 85 millas (140 km) al suroeste de Puerto Ángel, Oaxaca, a las 00:00 UTC del 5 de septiembre. La nueva tormenta se movió inusualmente rápido hacia el oeste-noroeste y alcanzó vientos máximos de 45 mph (75 km/h) el 6 de septiembre cuando se desarrolló una ráfaga concentrada de tormentas eléctricas sobre su centro. Un aumento en la cizalladura del viento del este impidió un desarrollo adicional y, en cambio, Julio se abrió a una depresión alrededor de las 06:00 UTC del 7 de septiembre. Al día siguiente, sus restos fueron absorbidos por una amplia área de baja presión al suroeste de la isla Socorro.

### Tormenta tropical Karina
Una onda tropical partió de África el 26 de agosto y emergió en el Pacífico oriental el 7 de septiembre, donde se desarrolló lentamente. A las 18:00 UTC del 12 de septiembre, se formó una nueva depresión tropical a unas 540 millas (870 km) al sursudoeste de Baja California Sur. El sistema se movió hacia el oeste-noroeste en el lado suroeste de una cordillera a lo largo de su duración. A raíz de su formación, la depresión luchó con la cizalladura del viento del noreste que mantuvo expuesto el centro. A pesar de esto, se intensificó hasta convertirse en la tormenta tropical Karina alrededor de las 06:00 UTC del 13 de septiembre. La cizalladura disminuyó al día siguiente, lo que permitió que Karina alcanzara vientos máximos de 60 mph (95 km/h) el 15 de septiembre. Las aguas del océano finalmente comenzaron a disminuir. causando una tendencia de debilitamiento que resultó en la degeneración de Karina a un mínimo remanente a las 18:00 UTC del 16 de septiembre. El mínimo giró hacia el oeste y se abrió en un canal temprano el 18 de septiembre.

### Tormenta tropical Lowell
El 28 de septiembre se desarrolló una vaguada al sur de la tormenta tropical Beta del Atlántico, que se extiende desde el suroeste del Golfo de México hasta el Pacífico oriental. Se formó una perturbación en el extremo sur de esta depresión, que finalmente se organizó en una depresión tropical a las 18:00 UTC del 20 de septiembre. Estaba ubicada a unas 575 millas (925 km) al sur-sureste de Baja California Sur en ese momento. La cizalladura del viento hostil inicialmente impidió que la depresión se intensificara, pero disminuyó un poco el 21 de septiembre, lo que permitió que el sistema se convirtiera en la tormenta tropical Lowell alrededor de las 18:00 UTC de ese día. Lowell alcanzó vientos máximos de 50 mph (85 km/h) el 23 de septiembre, pero comenzó a debilitarse más tarde ese día mientras se encontraba con una cizalladura del viento más fuerte y aguas oceánicas más frías. La convección profunda fue despojada gradualmente del centro del ciclón y Lowell degeneró en un mínimo remanente a las 18:00 UTC del 25 de septiembre. El mínimo se movió hacia el oeste y se abrió en una depresión el 28 de septiembre, muy al este de la Isla Grande.

### Huracán Marie
Una onda tropical interactuó con la vaguada del monzón al sur de México y una CCKW general, lo que resultó en una gran perturbación el 24 de septiembre. El sistema se movió hacia el oeste-noroeste, fusionándose en una depresión tropical alrededor de las 06:00 UTC del 29 de septiembre mientras se encontraba a unas 415 millas. (670 km) al suroeste de Manzanillo. Doce horas después, se convirtió en la tormenta tropical Marie. La tormenta naciente se movió a través de un ambiente de aguas oceánicas cálidas, abundante humedad y una cizalladura del viento del noreste decreciente que facilitó su rápida organización. Marie se convirtió en huracán a las 00:00 UTC del 1 de octubre; en 30 horas, alcanzó su punto máximo como huracán de categoría 4 con vientos de 140 mph (220 km/h). Marie mostró un ojo bien definido rodeado de cimas de nubes tan frías como -105 °F (-75 °C) en esta época. Los procesos del núcleo interno modularon la fuerza de Marie durante un tiempo, pero eventualmente cruzó a aguas más frías, aire más seco y una mayor cizalladura del viento del suroeste. Estos factores hicieron que degenerara a una baja remanente a las 18:00 UTC del 6 de octubre. Un breve estallido de convección empujó la baja hacia el norte el 7 de octubre, pero el ciclón curvó hacia el oeste-suroeste y se abrió en una depresión tres días después, justo después de cruzar al Pacífico Central.

### Tormenta tropical Norbert
Una onda tropical salió de África el 19 de septiembre y se movió sobre América Central el 29 de septiembre. Gradualmente se concentró más al sur de México, convirtiéndose en una depresión tropical a unas 635 millas (1,020 km) al suroeste de Acapulco a las 06:00 UTC del 5 de octubre. El sistema se desplazó hacia el noroeste y se intensificó en medio de condiciones ambientales favorables. Las bandas en espiral aumentaron cerca del centro, lo que indica su intensificación a la tormenta tropical Norbert doce horas después de su formación. Norbert alcanzó vientos máximos de 60 mph (95 km/h) el 6 de octubre, pero encontró aire más seco y una creciente cizalladura del viento del oeste. La convección estalló de forma intermitente durante los días siguientes, pero el ciclón se debilitó a medida que pasaba por un bucle ciclónico. Alrededor de las 00:00 UTC del 10 de octubre, el sistema se abrió en una depresión al sur de Manzanillo.
Los remanentes de Norbert se movieron generalmente hacia el noroeste y continuaron enfrentándose a una cizalladura del viento desfavorable. Sin embargo, ráfagas esporádicas de convección dieron lugar a un nuevo centro de nivel medio y, finalmente, también a uno de superficie. Estas características se alinearon y la actividad de tormentas eléctricas aumentó, lo que llevó a la re-designación de Norbert como depresión tropical cerca de las 18:00 UTC del 13 de octubre. Recuperó el estado de tormenta tropical y alcanzó un pico secundario de 45 mph (75 km/h) el 14 de octubre. Sin embargo, como en su período anterior como ciclón tropical, el ciclón encontró condiciones hostiles y comenzó a debilitarse. Degeneró a una baja remanente cerca de las 00:00 UTC del 15 de octubre y se disipó menos de 12 horas después hacia el oeste de Baja California Sur.

### Tormenta tropical Odalys
Una onda tropical pasó sobre América Central y entró en la cuenca del Pacífico oriental el 29 de octubre. Su actividad de tormenta eléctrica asociada permaneció relativamente desorganizada hasta el 1 de noviembre, cuando se desarrolló una amplia área de baja presión dentro del sistema. A las 18:00 UTC del 3 de noviembre, el Centro Nacional de Huracanes (NHC) determinó que el sistema estaba lo suficientemente organizado para ser designado tormenta tropical Odalys mientras estaba centrado a unas 730 millas (1,175 km) al suroeste de Baja California Sur. Odalys se intensificó un poco durante los días siguientes mientras se movía hacia el oeste-noroeste a pesar de la fuerte cizalladura del viento y el aire seco que incidía en el sistema. A las 00:00 UTC del 5 de noviembre, el sistema alcanzó su máxima intensidad con vientos de 50 mph (85 km/h). La cizalladura del viento aumentó aún más poco después, lo que provocó que Odalys se debilitara rápidamente y finalmente se convirtiera en un ciclón postropical a las 18:00 UTC del 5 de noviembre. Sus restos poco profundos giraron hacia el suroeste bajo la influencia de un área de fuerte alta presión y se disiparon el 8 de noviembre.

### Tormenta tropical Polo
La tormenta final de la temporada se desarrolló a partir de un área de convección dentro de la vaguada del monzón que pudo haber sido intensificada por un evento de vientos en el golfo de Tehuantepec durante los días anteriores. El 14 de noviembre se formó una amplia zona de baja presión. Tanto la actividad de tormentas bajas como la asociada ganaron cohesión en los próximos días, lo que resultó en la formación de una depresión tropical alrededor de las 18:00 UTC del 17 de noviembre al suroeste de Baja California Sur. La depresión se intensificó hasta convertirse en tormenta tropical Polo seis horas después y alcanzó vientos máximos de 45 mph (75 km/h) a la mañana siguiente. A medida que el sistema se desplazaba hacia el oeste-noroeste, se encontró con un entorno cada vez más hostil y Polo se debilitó a depresión tropical a primeras horas del 19 de noviembre. A las 18:00 UTC de ese día, el ciclón degeneró en un área remanente de baja presión que se desplazó hacia el oeste y luego oeste-suroeste antes de disiparse en un canal abierto el 21 de noviembre.

## Nombres de los ciclones tropicales
Los siguientes nombres serán usados para los ciclones tropicales que se formen en el océano Pacífico este y central en 2020. Los nombres no usados están marcados con gris, y los nombres en negrita son de las tormentas formadas. Los nombres retirados, en caso, serán anunciados por la Organización Meteorológica Mundial en la primavera de 2021 (en concurrencia con cualquier nombre de la temporada de 2019). Los nombres que no fueron retirados serán usados de nuevo en la temporada del 2026. Esta es la misma lista utilizada en la temporada del 2014 con la excepción del nombre de Odalys quien reemplazó a Odile. El nombre Odalys se utilizó por primera vez esta temporada.
| - Amanda - Boris - Cristina - Douglas - Elida - Fausto - Genevieve - Hernán | - Iselle - Julio - Karina - Lowell - Marie - Norbert - Odalys - Polo | - Rachel (sin usar) - Simon (sin usar) - Trudy (sin usar) - Vance (sin usar) - Winnie (sin usar) - Xavier (sin usar) - Yolanda (sin usar) - Zeke (sin usar) |

Para las tormentas que se forman en el área de responsabilidad del Centro de Huracanes del Pacífico Central, que abarca el área entre 140 grados al oeste y la Línea internacional de cambio de fecha, todos los nombres se utilizan en una serie de cuatro listas rotatorias. Los siguientes cuatro nombres que se programarán para su uso en la temporada de 2020 se muestran a continuación de esta lista.
| - Hone (sin usar) - Iona (sin usar) | - Keli (sin usar) - Lala (sin usar) | - Moke (sin usar) - Nolo (sin usar) |

## Estadísticas de temporada
Esta es una tabla de todas los sistemas que se han formado en la temporada de 2020. Incluye su duración, nombres, áreas afectada(s), indicados entre paréntesis, daños y muertes totales. Las muertes entre paréntesis son adicionales e indirectas, pero aún estaban relacionadas con esa tormenta. Los daños y las muertes incluyen totales mientras que la tormenta era extratropical, una onda o un baja, y todas las cifras del daño están en USD 2020.
| DT | TT | 1 | 2 | 3 | 4 | 5 |

| Nombre                  | Fechas activo                   | Categoría de tormenta en intensidad máxima | Vientos máx. (km/h) | Presión min (hPa) | ACE               | Áreas afectadas                            | Áreas afectadas | Áreas afectadas | Daños (en millones USD) | Muertos |
| Nombre                  | Fechas activo                   | Categoría de tormenta en intensidad máxima | Vientos máx. (km/h) | Presión min (hPa) | ACE               | Lugar                                      | Fecha           | Vientos (km/h)  | Daños (en millones USD) | Muertos |
| ----------------------- | ------------------------------- | ------------------------------------------ | ------------------- | ----------------- | ----------------- | ------------------------------------------ | --------------- | --------------- | ----------------------- | ------- |
| Uno-E                   | 25 – 26 de abril                | Depresión tropical                         | 55 (35)             | 1006              | 0                 | Ninguno                                    | Ninguno         | Ninguno         | N/A                     | 0       |
| Amanda                  | 30 – 31 de mayo                 | Tormenta tropical                          | 65 (40)             | 1003              | 0.245             | San Salvador, El Salvador                  | 31 de mayo      | 65 (40)         | $200 millones           | 40      |
| Boris                   | 24 – 28 de junio                | Tormenta tropical                          | 65 (40)             | 1005              | 0.245             | Ninguno                                    | Ninguno         | Ninguno         | N/A                     | 0       |
| Cuatro-E                | 30 de junio                     | Depresión tropical                         | 55 (35)             | 1004              | 0                 | Ninguno                                    | Ninguno         | Ninguno         | N/A                     | 0       |
| Cristina                | 6 – 13 de julio                 | Tormenta tropical                          | 110 (70)            | 993               | 5.9825            | Isla Socorro                               | 10 de julio     | 100 (65)        | N/A                     | 0       |
| Seis-E                  | 13 – 14 de julio                | Depresión tropical                         | 55 (35)             | 1007              | 0                 | Ninguno                                    | Ninguno         | Ninguno         | N/A                     | 0       |
| Siete-E                 | 20 – 21 de julio                | Depresión tropical                         | 55 (35)             | 1007              | 0                 | Ninguno                                    | Ninguno         | Ninguno         | N/A                     | 0       |
| Douglas                 | 20 – 29 de julio                | Huracán categoría 4                        | 215 (130)           | 954               | 9.9550 (12.6775)  | Ninguno                                    | Ninguno         | Ninguno         | N/A                     | 0       |
| Elida                   | 8 – 12 de agosto                | Huracán categoría 2                        | 165 (105)           | 971               | 6.01              | Ninguno                                    | Ninguno         | Ninguno         | N/A                     | 0       |
| Diez-E                  | 13 – 16 de agosto               | Depresión tropical                         | 55 (35)             | 1004              | 0                 | Ninguno                                    | Ninguno         | Ninguno         | N/A                     | 0       |
| Fausto                  | 16 – 17 de agosto               | Tormenta tropical                          | 65 (40)             | 1004              | 0.245             | Ninguno                                    | Ninguno         | Ninguno         | N/A                     | 0       |
| Genevieve               | 16 – 21 de agosto               | Huracán categoría 4                        | 215 (130)           | 950               | 12.3075           | Isla Socorro, Península de Baja California | 19 de agosto    | 215 (130)       | N/A                     | 7       |
| Hernán                  | 26 – 28 de agosto               | Tormenta tropical                          | 75 (45)             | 1001              | 0.9325            | Península de Baja California               | 27 de agosto    | 75 (45)         | N/A                     | 0       |
| Iselle                  | 26 – 30 de agosto               | Tormenta tropical                          | 95 (60)             | 997               | 2.4775            | Isla Clarión                               | 28 de agosto    | 85 (50)         | N/A                     | 0       |
| Julio                   | 5 – 7 de septiembre             | Tormenta tropical                          | 75 (45)             | 1003              | 0.6875            | Ninguno                                    | Ninguno         | Ninguno         | N/A                     | 0       |
| Karina                  | 13 – 17 de septiembre           | Tormenta tropical                          | 95 (60)             | 996               | 2.53              | Ninguno                                    | Ninguno         | Ninguno         | N/A                     | 0       |
| Lowell                  | 20 – 25 de septiembre           | Tormenta tropical                          | 85 (50)             | 999               | 2.6175            | Ninguno                                    | Ninguno         | Ninguno         | N/A                     | 0       |
| Marie                   | 29 de septiembre – 7 de octubre | Huracán categoría 4                        | 220 (140)           | 945               | 18.8775           | Ninguno                                    | Ninguno         | Ninguno         | N/A                     | 0       |
| Norbert                 | 5 – 15 de octubre               | Tormenta tropical                          | 85 (50)             | 1001              | 0.81              | Ninguno                                    | Ninguno         | Ninguno         | N/A                     | 0       |
| Odalys                  | 3 – 6 de noviembre              | Tormenta tropical                          | 85 (50)             | 1000              | 0                 | Ninguno                                    | Ninguno         | Ninguno         | N/A                     | 0       |
| Polo                    | 17 – 19 de noviembre            | Tormenta tropical                          | 75 (45)             | 1004              | 0                 | Ninguno                                    | Ninguno         | Ninguno         | N/A                     | 0       |
| Totales de la temporada |                                 |                                            |                     |                   |                   |                                            |                 |                 |                         |         |
| 21 ciclones             | 25 de abril – 19 de noviembre   |                                            | 220 (140)           | 945               | 63.9225 (12.6775) | Varias                                     | Varias          | Varias          | ≥$200 millones          | 47      |

## Energía Ciclónica Acumulada (ECA)
La Energía Ciclónica Acumulada (ACE, por sus siglas en inglés) es una medida de la energía del huracán multiplicado por la longitud del tiempo en que existió; las tormentas de larga duración, así como huracanes particularmente fuertes, tienen ACE alto. El ACE se calcula solamente a sistemas tropicales que exceden los 34 nudos (39 mph, 63 km/h), o sea, fuerza de tormenta tropical.
| ACE (104kt²) (Fuente) — Ciclón tropical: | ACE (104kt²) (Fuente) — Ciclón tropical: | ACE (104kt²) (Fuente) — Ciclón tropical: | ACE (104kt²) (Fuente) — Ciclón tropical: | ACE (104kt²) (Fuente) — Ciclón tropical: | ACE (104kt²) (Fuente) — Ciclón tropical: | ACE (104kt²) (Fuente) — Ciclón tropical: | ACE (104kt²) (Fuente) — Ciclón tropical: | ACE (104kt²) (Fuente) — Ciclón tropical: | ACE (104kt²) (Fuente) — Ciclón tropical: | ACE (104kt²) (Fuente) — Ciclón tropical: | ACE (104kt²) (Fuente) — Ciclón tropical: | ACE (104kt²) (Fuente) — Ciclón tropical: | ACE (104kt²) (Fuente) — Ciclón tropical: |
| ---------------------------------------- | ---------------------------------------- | ---------------------------------------- | ---------------------------------------- | ---------------------------------------- | ---------------------------------------- | ---------------------------------------- | ---------------------------------------- | ---------------------------------------- | ---------------------------------------- | ---------------------------------------- | ---------------------------------------- | ---------------------------------------- | ---------------------------------------- |
| 1                                        | 0.245 (0)                                | Amanda                                   | 2                                        | 0.245 (0)                                | Boris                                    |                                          |                                          |                                          |                                          |                                          |                                          |                                          |                                          |
| 3                                        | 3.695 (0)                                | Cristina                                 | 4                                        | 22.6325 (0)                              | Douglas                                  |                                          |                                          |                                          |                                          |                                          |                                          |                                          |                                          |
| 5                                        | 6.01 (0)                                 | Elida                                    | 6                                        | 0.245 (0)                                | Fausto                                   |                                          |                                          |                                          |                                          |                                          |                                          |                                          |                                          |
| 7                                        | 3.7425 (0)                               | Genevieve                                | 8                                        |                                          |                                          |                                          |                                          |                                          |                                          |                                          |                                          |                                          |                                          |
| Total: 26.425 (12.6775)                  |                                          |                                          |                                          |                                          |                                          |                                          |                                          |                                          |                                          |                                          |                                          |                                          |                                          |